# Loveth Omoruyi
Loveth Oghosasere Omoruyi (ur. 25 sierpnia 2002 w Lodi) – włoska siatkarka pochodzenia nigeryjskiego, reprezentantka Włoch, grająca na pozycji przyjmującej.
Jest studentką Wyższej Szkoły Inżynierii Zarządzania.

## Sukcesy klubowe
Superpuchar Włoch:
- 2020, 2021[9]

Puchar Włoch:
- 2021, 2022[10]

Mistrzostwo Włoch:
- 2021, 2022[11]

Liga Mistrzyń:
- 2021
- 2022[12]

Klubowe Mistrzostwa Świata:
- 2021[13]

Puchar CEV:
- 2024[14]

Puchar Challenge:
- 2025[15]

## Sukcesy reprezentacyjne
Mistrzostwa Europy U-16:
- 2017[16]

Mistrzostwa Europy Kadetek:
- 2018[17]

Mistrzostwa Europy Juniorek:
- 2018[18]

Mistrzostwa Świata Kadetek:
- 2019[19]

Mistrzostwa Świata Juniorek:
- 2021[20]
- 2019

Mistrzostwa Europy U-22:
- 2022[21]

Liga Narodów:
- 2022[22], 2024[23], 2025[24]

Igrzyska Olimpijskie:
- 2024[25]

Letnia Uniwersjada:
- 2025[26]

## Nagrody indywidualne
- 2018: Najlepsza przyjmująca Mistrzostw Europy Kadetek[27]
- 2019: Najlepsza przyjmująca Mistrzostw Świata Kadetek[28]
- 2021: Najlepsza przyjmująca Mistrzostw Świata Juniorek[29]
- 2022: Najlepsza przyjmująca Mistrzostw Europy U-22[30]